# FC Basel
FC Basel je švicarski nogometni klub iz Basela. Klub je osnovan 15. studenog 1893. godine pod imenom "Football club Basel" i to ime je i dan danas nosi. Klub igra u švicarskoj Superligi koja je najviša liga Švicarske.

## Uspjesi
Švicarska Superliga
- Prvak: 1952./53., 1966./67., 1968./69., 1969./70., 1971./72., 1972./73., 1976./77., 1979./80., 2001./02., 2003./04., 2004./05., 2007./08., 2009./10., 2010./11., 2011./12., 2012./13., 2013./14., 2014./15., 2015./16., 2016./17., 2024./25.

Švicarski nogometni kup
- Osvajač: 1932./33., 1946./47., 1962./63., 1966./67., 1974./75., 2001./02., 2002./03., 2006./07., 2007./08., 2009./10., 2011./12., 2016./17., 2018./19., 2024./25.

## Poznati igrači
- Mladen Petrić
- Ivan Rakitić
- Zdravko Kuzmanović
- Ivan Ergić
- Alexander Frei
- Xherdan Shaqiri
- Marco Streller
- Valentin Stocker
- David Degen
- Philipp Degen
- Franco Costanzo
- Matías Delgado
- Eren Derdiyok
- Pascal Zuberbühler
- Christian Giménez
- Fabian Schär
- Murat Yakin
- Hakan Yakin
- Aleksandar Dragović
- Boris Smiljanić
- Mile Sterjovski
- Daniel Majstorović
- Benjamin Huggel
- Scott Chipperfield

## Vanjske poveznice
- Službena stranica (njem.)
- Statistika kluba (njem.)
- FC Basel fan-klub (njem.)
- Soccerway.com profil (engl.)
- Football.ch profil (njem.) (fr.) (tal.)